# Calanthe reflexa
Calanthe reflexa  es una especie de orquídea de hábito terrestre originaria  de Asia. 

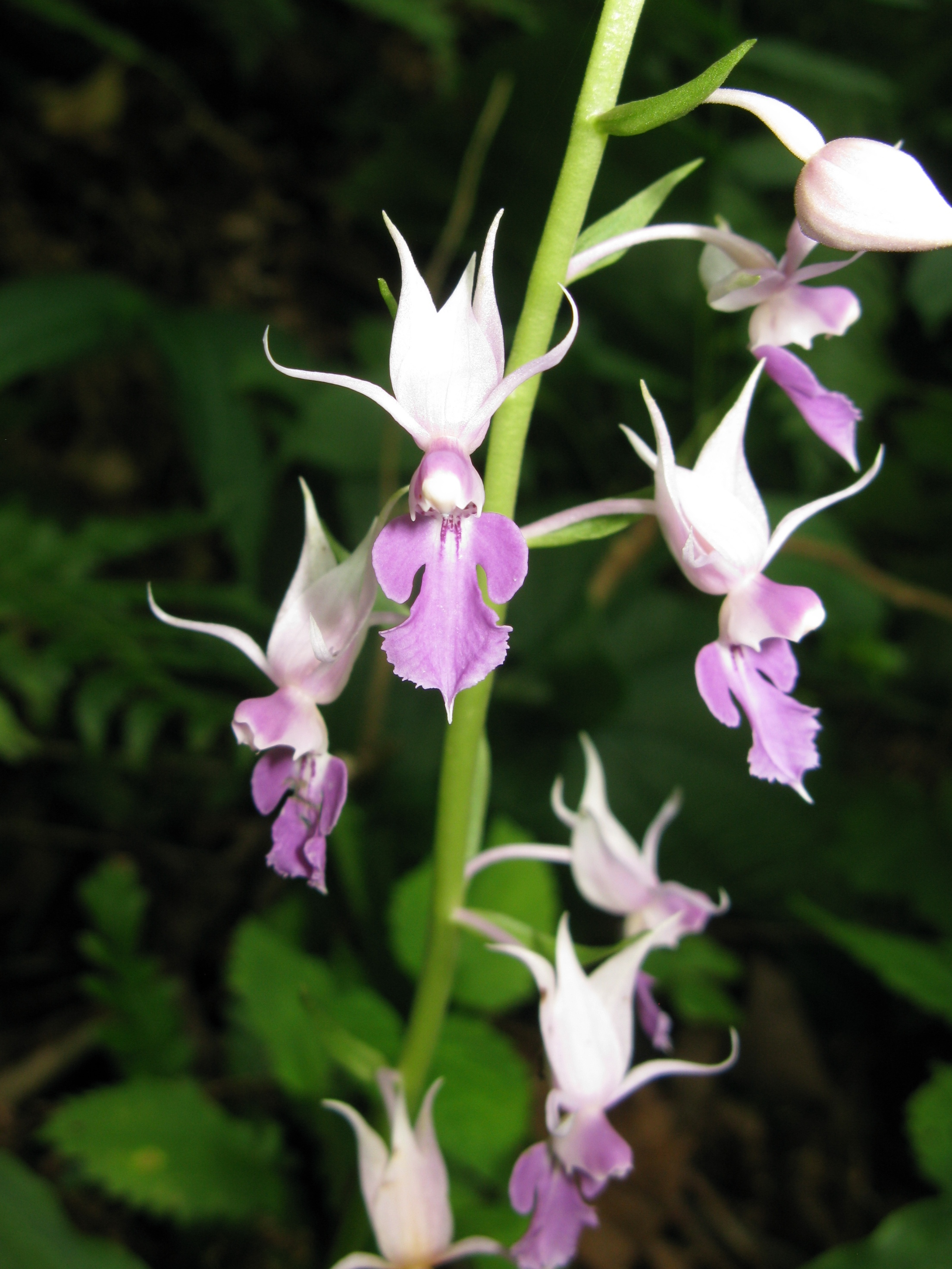
Detalle de las flores

## Descripción
Es una orquídea de tamaño pequeño, crece en un hábito terrestre o en rocas (litofita), con un tallo muy corto, que lleva de 3 a 5 hojas, con revestimiento inferior y el resto, elíptico-lanceoladas y acuminadas que son escasamente pubérulas por arriba. Florece en verano en una inflorescencia racemosa erecta de 20 a 60 cm  de largo, pubérula,  con brácteas florales lanceoladas, acuminadas  que transporta hasta 30 flores que aparecen muy por encima de las hojas.

## Distribución y hábitat
Se encuentra en el Himalaya occidental, Assam, Bangladés, Himalaya oriental, Bhután, Nepal, China, Vietnam, Japón, Corea y Taiwán en las rocas en bosques de robles de hoja perenne en las elevaciones de 1650-3000 metros, donde crece en los pastizales húmedos, matorrales o bosques montanos

## Taxonomía
Calanthe reflexa fue descrita por Carl Johann Maximowicz y publicado en Bulletin de l'Academie Imperiale des Sciences de St-Petersbourg 18: 68. 1873.
Etimología
Ver: Calanthe
reflexa epíteto latíno que significa "vuelto hacia atrás".

## Sinonimia
- Alismorchis reflexa (Maxim.) Kuntze
- Alismorkis reflexa (Maxim.) Kuntze
- Calanthe puberula var. reflexa (Maxim.) M.Hiroe
- Paracalanthe reflexa (Maxim.) Kudô[1][3][4]